# Tycho (crater)

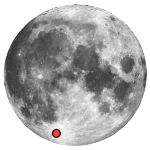
Amplasarea craterului pe Lună

Tycho este un crater situat pe Lună, unul dintre craterele lunare cele mai interesante, numit după astronomul și alchimistul danez Tycho Brahe; are un diametru de 86,21 km.

## Caracteristici
Vârsta craterului este de aproximativ 107 până la 108 de milioane de ani, ceea ce ne permite să considerăm că acesta este relativ tânără (vârsta Lunii este estimat la 4,5 miliarde de ani). După estimările efectuate pe eșantioanele de roci ejectate din crater aduse pe Pământ de misiunea Apollo 17. Acest lucru sugerează că ar putea fi fost creat un membru al familiei de asteroizi 298 Baptistina care ar fi responsabilă de extincția dinozaurilor pe Pământ.
Craterul este situat în partea de sud a Lunii. 
Suprafața exterioară a craterului are un albedo ridicat și este înconjurat de un sistem de „raze” ce ating 1.500 km în lungime. Unele raze pot fi observate chiar și atunci când sunt luminate încet doar de lumina de pe Pământ. Suprafața Lunii în jurul lui Tycho este plină de cratere de dimensiuni diferite. Unele dintre ele sunt secundare (ca rezultat al formării craterului principal). Craterul cu razele din împrejurimi au fost schițate pe hartă încă în 1645 de către astronomul ceh, Anton Maria Schyrleus de Rheita. Marginea acestui crater a fost aleasă ca scopul final al expediției americane automate (Sonde lunare), Surveyor 7, în ianuarie 1968.
Craterul Tycho are un diametru de 86,21 km, iar marginile sale se înalță la 4,7 km deasupra nivelului „planșeului” (interior). În centrul craterului se află un pisc care se ridică 2 km deasupra „planșeului”.
La sud-vest de Tycho, care este al treilea cel mai mare crater lunar (245 de kilometri, în timp ce Bailly are 287 km) pe fața vizibilă a Lunii, Clavius, are o adâncime de 3,5 km. Acest crater nectarian este deosebit  de acoperit cu ejecte care au format bazinul Imbrium. Printre alte cratere situate în apropierea  lui Tycho se află Kepler, Maginus și Deluc.

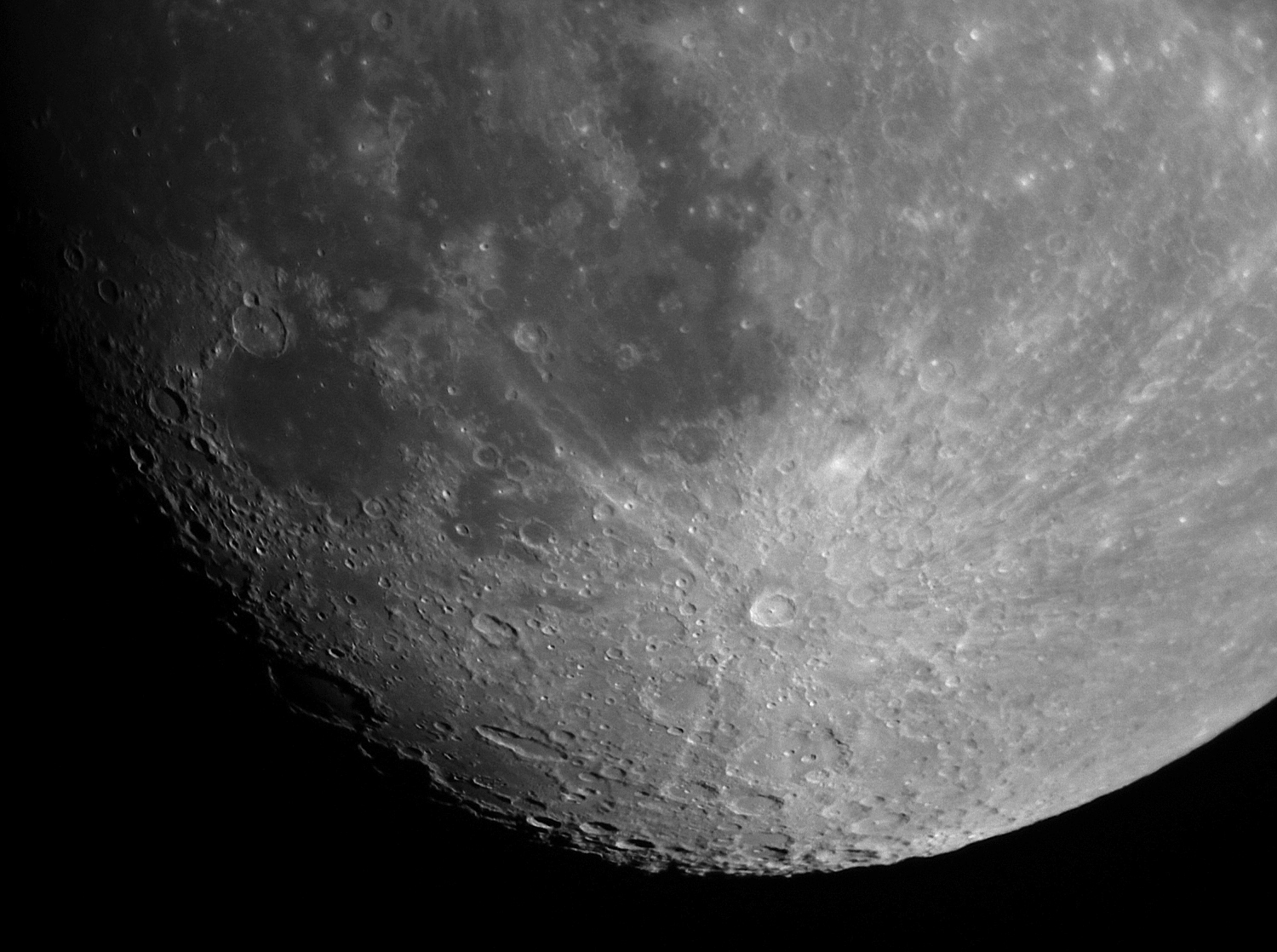
Materia ejectată în momentul unui impact formează o mulțime de raze în exteriorul craterului.
Piscul central al lui Tycho fotografiat de sonda LRO.